# Immeuble Cornu

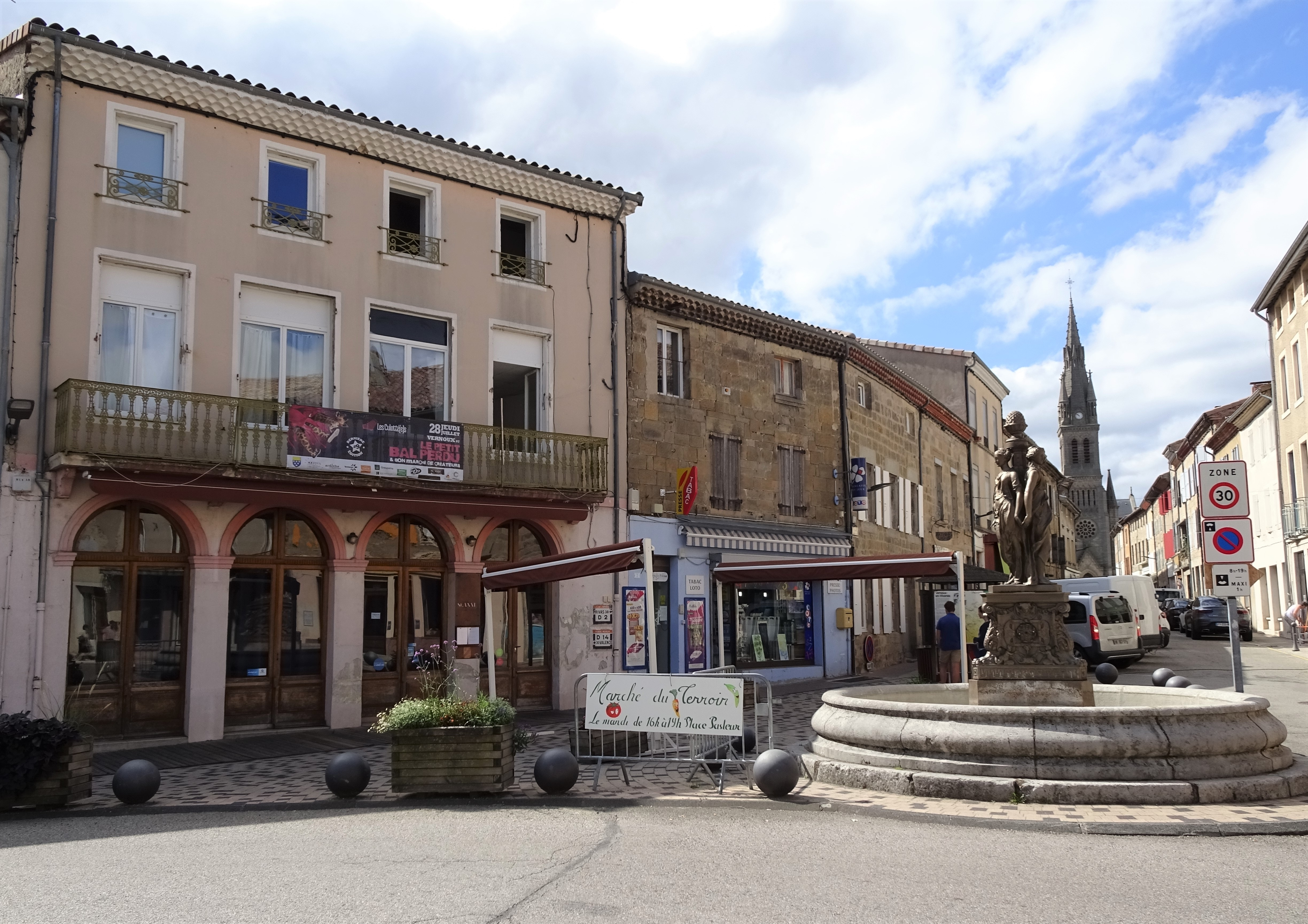
Café de l'Empire (immeuble Cornu).

L'immeuble Cornu est un immeuble situé à Vernoux-en-Vivarais, en France.

## Localisation
L'immeuble est situé sur la commune de Vernoux-en-Vivarais, dans le département français de l'Ardèche.

## Historique
L'édifice est inscrit au titre des monuments historiques en 1967.

### Articles connexes

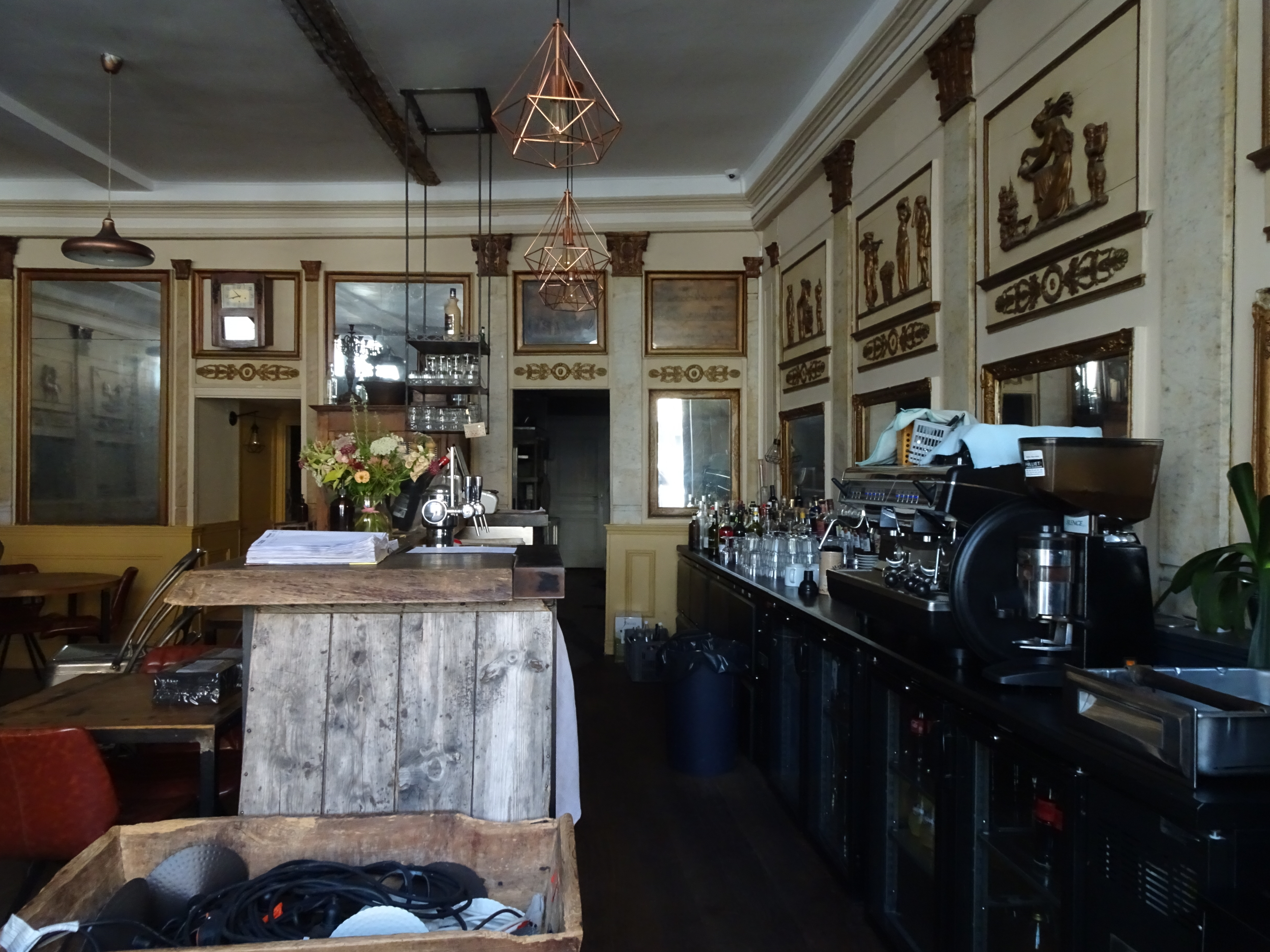
Intérieur du Café de l'Empire.